# Unió Esportiva Sant Joan Despí
La Unió Esportiva de Sant Joan Despí és un club de futbol català de Sant Joan Despí, fundat el 1906.

## Història
En aquella èpocaPlantilla:Quna el futbol es vivia amb una gran intensitat a Sant Joan Despí i els partits de la màxima rivalitat, que eren enfrontaments amb el Santfeliuenc, treien espurnes.
El 1906 el club va començar a jugar en un terreny el voltant del Camí del Mig i el 1908 es va construir un camp de futbol en uns terrenys que estan a prop de la ubicació actual. El 1912 el camp on jugaven es va convertir en terreny agrícola.
Un cop es va convertir el terreny agrícola el camp on jugaven, el club es va dissoldre, però no va ser fins al 1916 que amb la construcció del camp a Can Tusquets es va formar de nou un equip. Allà va jugar tres anys fins que el camp va ser traslladat davant l'antiga casa dels Tilos.
El 1931 es va formar la Penya ni cinc i, un any més tard l'Ajuntament va edificar un nou camp entre la riera d'en Nofre i el camí del Mig. Posteriorment, es va construir el Club de Futbol Sant Joan, amb la seva seu en el Foment.
Durant aquella etapa Joan Babot i Francesc Calvet eren els jugadors que destacaven.
La temporada 1934-35 el club va ser el campió en un partit disputat contra el Llobregat.
Un cop passada la Guerra Civil es va continuar practicant el futbol, però els jugadors tenien l'obligació de vincular-se al “Frente de Juventudes”.
Amb la guerra i les inundacions, el Sant Joan Despí va perdre patrimoni, tant documental com de trofeus. Això va fer que a mitjans dels anys quaranta, l'activitat futbolística es dissolgués i els jugadors que formaven l'equip marxessin als clubs dels municipis veïns.
En els anys cinquanta es va recuperar el Club Futbol Sant Joan, que disposava de tres equips: un equip d'aficionats, un infantil i l'últim era de veterans. L'any 1952 es va inaugurar el camp de futbol actual.
El club va tenir els seus millors moments a l'època dels seixanta, època que el club va arribar a jugar a la Tercera Divisió, però després va anar descendint de divisions fins a arribar als anys setanta i jugar a Segona o a Tercera Regional.
La temporada 83-84 el club va fer un paper molt satisfactori en el Campionat d'Espanya d'Aficionats Sub-23. L'equip que militava a Segona Regional, va donar la gran sorpresa a la fase prèvia en derrotar un equip de la Tercera Divisió, el FC Santboià. El Sant Joan Despí va arribar als vuitens de final, on l'esperava un partit complicat, ja que s'enfronta-va el gran favorit. El FC Barcelona.
El 1991 el FC Sant Joan Despí es va fusionar amb l'Atlético Villadolores i l'Atlético Torreblanca formant la Unió Esportiva Sant Joan Despí. D'altra banda, el club es va fusionar amb l'Escola Municipal de Futbol.